# Тара (приток Дрины)
Та́ра (черног. Тара, босн. Tara) — река в Черногории и Боснии и Герцеговине. Образуется при слиянии рек Опасница и Веруша, течёт 144 км на север по территории Черногории, затем — Боснии и Герцеговины, где, сливаясь с рекой Пивой, образует реку Дрина. На реке в её верхнем течении стоит город Мойковац.
В среднем течении Тара образует самый большой каньон Европы (длина составляет 82 км, глубина — до 1300 м). Каньон внесён в список Всемирного наследия ЮНЕСКО как часть национального парка Дурмитор. Реку пересекает величественный мост Джурджевича. Этот мост стал визитной карточкой региона, и снят в военном боевике Ураган с Навароне. Рафтинг по Таре — один из наиболее популярных видов туризма в Черногории.
Правительства Боснии и Черногории планировали затопить каньон реки Тары, построив гидроэлектростанцию на реке Дрина. Однако в апреле 2005 года эти планы отвергли после успешных протестов сторонников сохранения каньона. Но в сентябре 2006 года, несмотря на все усилия по защите каньона, было подписано соглашение между словенской компанией «Petrol» и черногорской компанией «Montenegro-bonus» о сооружении гидроэлектростанции мощностью 40—60 МВт.

## Галерея
- Рафтинг на реке Тара
- Каньон реки Тара
- Мост Джурджевича через Тару недалеко от Жабляка